# Emma Marcegaglia
Emma Marcegaglia, née le 24 décembre 1965 à Mantoue en Lombardie, est une femme d'affaires italienne. Elle est la présidente du patronat italien, la Confindustria, entre 2008 et 2012 et présidente d'Eni de 2014 à 2020.

## Biographie

### Enfance et études
Emma Marcegaglia naît le 24 décembre 1965 à Mantoue en Lombardie. Son père est un industriel de la région. Enfant, elle ambitionne de devenir danseuse. Elle étudie à l'université Bocconi de Milan, puis à New York.

### Carrière

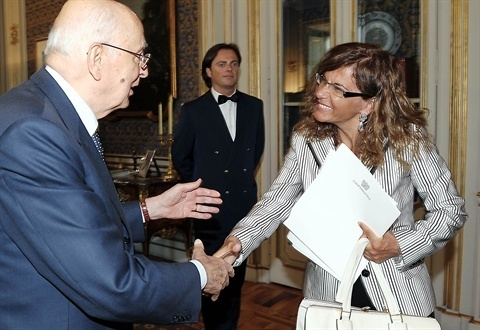
Emma Marcegaglia au palais du Quirinal avec le président de la République Giorgio Napolitano, le 29 juillet 2009.

Emma Marcegaglia dirige depuis 1996 l'entreprise familiale, le groupe Marcegaglia, spécialiste de la production de tubes en acier, qui emploie 6 500 personnes, dont un millier à Gazoldo degli Ippoliti. Son entreprise est le leader européen du secteur et exporte dans 48 pays avec un chiffre d'affaires de 4,2 milliards d'euros. Elle est considérée comme une patronne « sociale », symbole du capitalisme familial italien.
Elle gravit en parallèle les échelons de l'organisation patronale italienne, la Confindustria (le MEDEF italien). En 1997, elle en devient la vice-présidente. En mars 2008, elle devient présidente du patronat italien, succédant à ce poste à Luca di Montezemolo, ancien président de Fiat et Ferrari. C'est la première femme à occuper ce poste. Elle est surnommée la « Dame d'acier ».
En 2010, le président du Conseil Silvio Berlusconi l'approche afin qu'elle devienne ministre du Développement économique, poste qu'elle refuse.
Elle prend ouvertement ses distances avec le gouvernement Berlusconi en 2011, déclarant : « la priorité pour notre pays est la croissance, après dix années perdues pour cause de divisions et de rivalités entre les responsables politiques des deux bords qui ont fait passer leurs ambitions avant l’intérêt général du pays ».
Début 2012, avec deux autres femmes, Elsa Fornero, ministre du Travail du gouvernement Monti et Susanna Camusso, secrétaire générale du syndicat CGIL, elle est chargée de mener une importante réforme du travail.
Elle quitte la présidence du syndicat patronal courant 2012. Giorgio Squinzi lui succède.
Elle est présidente de la Libre Université internationale des études sociales depuis le 16 juillet 2010.
Le gouvernement italien de Matteo Renzi la nomme, le 14 avril 2014, pour diriger le géant des hydrocarbures Eni. Elle quitte sa présidence en 2020.

## Vie privée
Emma Marcegaglia est mariée à un ingénieur et a une fille, née en 2003.